# Leptochiton dispersus
Leptochiton dispersus är en blötdjursart som beskrevs av Kaas 1985. Leptochiton dispersus ingår i släktet Leptochiton och familjen Leptochitonidae. Inga underarter finns listade i Catalogue of Life.